# Karabin Interdynamics MKR
Interdynamics MKR – szwedzki karabin szturmowy skonstruowany ma początku lat 80. XX wieku w firmie Interdynamics AB. Nie produkowany seryjnie.

## Historia
W latach 70. większość czołowych armii rozpoczęła proces zastępowania karabinów kalibru 7,62 mm bronią kalibru 5,56 (kraje NATO) lub 5,45 mm (kraje Układu Warszawskiego). Małokalibrowe pociski miały większą prędkość początkową, płaską trajektorię i dobrą przebijalność. Sukces amunicji 5,45 i 5,56 mm spowodował rozpoczęcie prac nad amunicją jeszcze mniejszych kalibrów. W Szwecji takie prace rozpoczęła firma Interdynamics AB. Bazą dla nowego naboju stał się nabój bocznego zapłonu .22 WMR kalibru 5,56 mm. Jego łuska została zwężona w przedniej części i osadzono w niej wykonany z brązu pocisk kalibru 4,5 mm o masie 1,58 g. Dzięki wysokiej prędkości początkowej skuteczność amunicji na dystansach do 300 m miała być porównywalna z pociskiem naboju 5,56 mm.
Amunicją 4,5 × 26 mm RF miał być zasilany karabin MKR także opracowany w firmie Interdynamics AB. Był on zbudowany w układzie bullpup i działał na zasadzie odrzutu zamka swobodnego. Komora zamkowa, kolba i łoże karabinu MKR były wykonane z polimeru. Zasilany był z łukowego magazynka znajdującego się za chwytem pistoletowym, rękojeść przeładowania umieszczono na górze broni.
Testy wykazały, że zastosowanie amunicji bocznego zapłonu, z kryzą wystającą zwiększyło liczbę zacięć. Zakwestionowano także skuteczność pocisku kalibru 4,5 mm i możliwość opracowania amunicji specjalnej (smugowej, przeciwpancernej itd.) tego kalibru. W rezultacie prace nad amunicją 4,5 mm RF i karabinem MKR zakończono.